# Економіка Техасу
Економіка Техасу є однією з найбільших і найбільш швидко зростаючих економік штатів США. Станом на 2013 рік, в Техасі знаходяться головні офіси п'яти з 50 найбільших компаній зі списку Fortune 500. Всього в списку представлено 50 компаній з Техасу (третій показник після Нью-Йорку і Каліфорнії). Техас є найбільшим експортером товарів у США, оборот торгівлі штату з іншими країнами становить понад $100 млрд на рік. Якби Техас був суверенною країною, він мав би (станом на 2012 рік) 14-й рядок за величиною економіки в світі за ВВП (випереджаючи Південну Корею та Нідерланди). Незважаючи на зростаючу економіку Техасу, штат також є одним з найбільш бідних в США.
У 2017 році ВВП Техасу склав $1645 млрд,, що є другим показником серед штатів США. Середній дохід сім'ї в Техасі в 2010 році склав $48 259. Це 25-й показник серед штатів, нижче середнього по країні, хоча рейтинг не враховує нижчу, ніж в середньому по США вартість життя.

## Історія
До Другої світової війни важливими складовими економіки штату були чотири галузі: розведення великої рогатої худоби та зубрів, вирощування бавовни, рубання лісу та видобуток нафти. Першою прибутковою справою у Техасі було розведення великої рогатої худоби та зубрів. У перші роки після анексії Техасу основними продуктами були хутро і шкури, одержані від великої рогатої худоби. Яловичина не була особливо популярна у Сполучених Штатах. Однак, незабаром техаські підприємці стали піонерами індустрії яловичини, попит на яку продовжував зростати. Скотарство користувалось найбільшим фінансовим успіхом у пізніх 1870-х та 1880-х роках.
Виробництво бавовни, відоме в Техасі з іспанських часів, поступово зростало протягом усього XIX століття. До початку XX століття Техас став провідним виробником бавовни в країні. Проте до 1920 бавовняне виробництво в Техасі почало згасати через державне регулювання та конкуренцію з іноземними виробниками.
Розвиток залізниць у східній частині держави в середині XIX століття призвів до буму у виробництві пиломатеріалів в 1880-х роках. Ця ера фінансового успіху тривала близько 50 років та  скінчилася, коли ліси Техасу було повністю знищено, і під час Великої депресії впали ціни.

10 січня 1901 р. компанія «Гледіс Сіті Ойл, Гез енд Менуфакчурінг» відкрила родовище нафти Спіндлтоп Хіл поблизу Бомонту. Хоча видобуток нафти не був чимось несподіваним, це родовище виявилося найбільшим у світі, й тому відкриття цього родовища призвело до поширення пошуків нафти по всьому Техасу та в сусідніх штатах. До 1940 року Техас міцно утвердився як провідний виробник нафти в США.

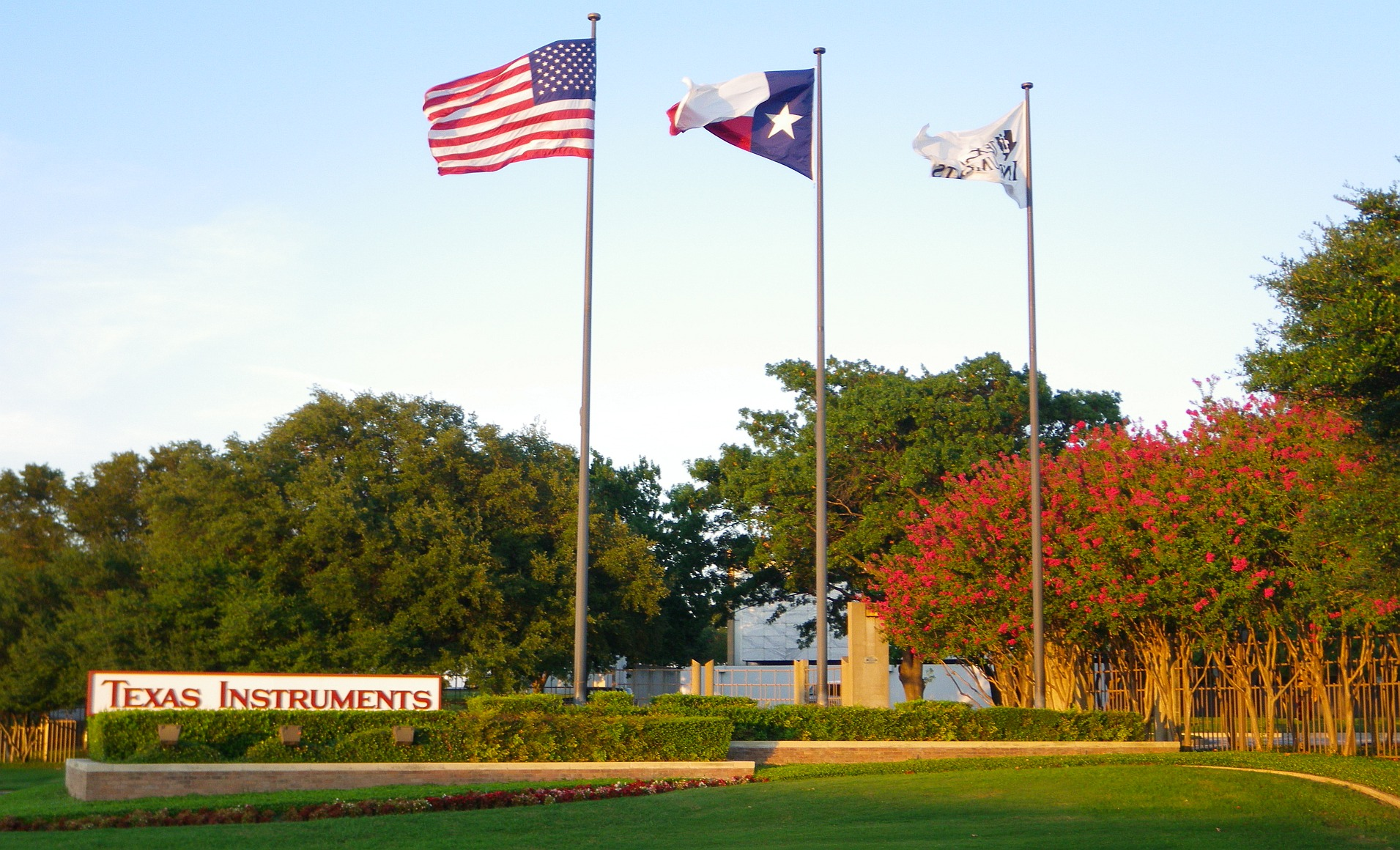
Штаб-квартира компанії Texas Instruments в Далласі

Економіка Техасу значною мірою спирається на інформаційні технології, нафту і природний газ, є аерокосмічна та оборонна галузі, біомедичні дослідження, переробка палива, продаж електроенергії, сільське господарство і переробна промисловість.

## Експорт

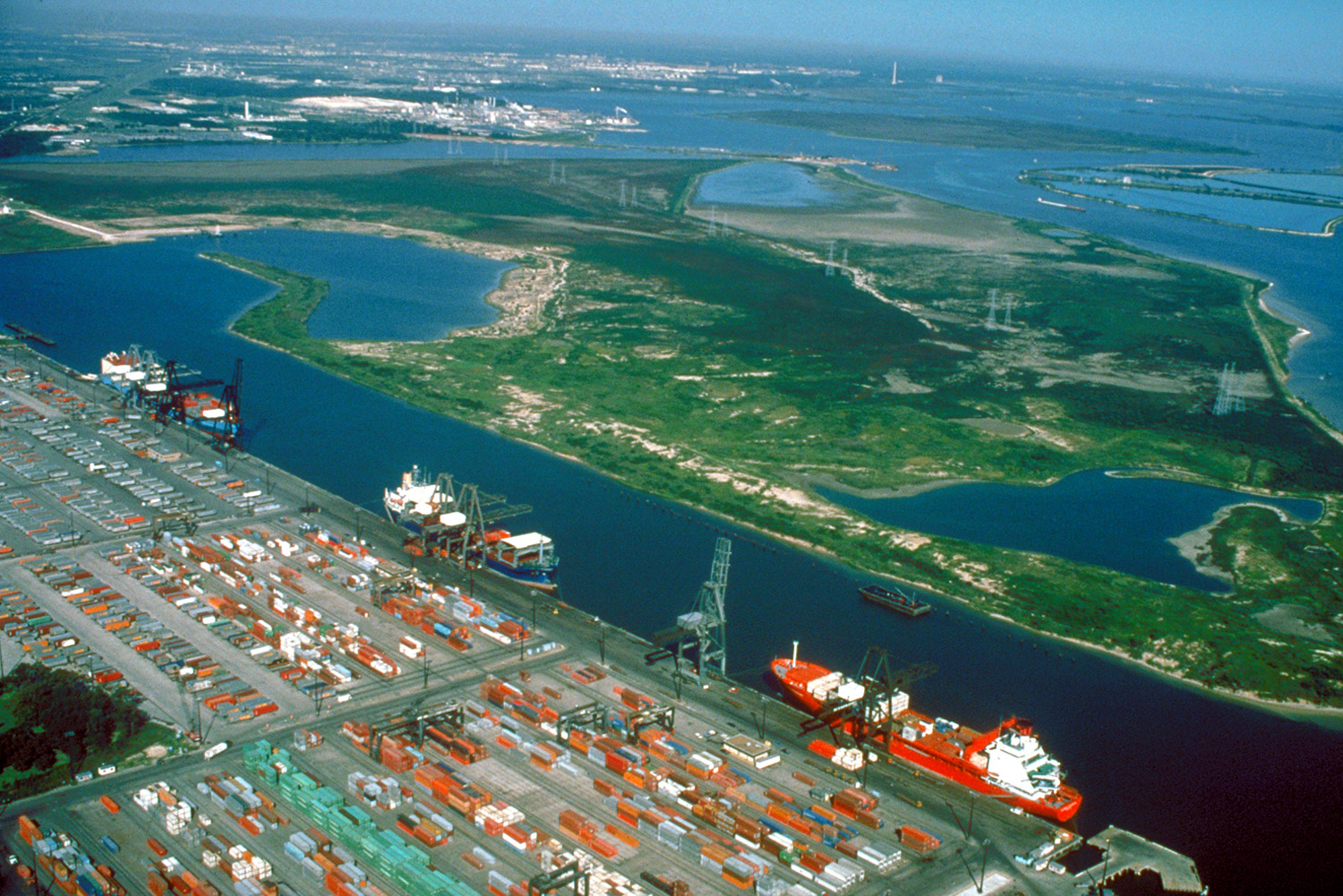
Х'юстонський судноплавний канал

У 2008 році вже сьомий рік поспіль, Техас лідирує у США за розмірами експортних доходів. Експорт штату в 2008 році склав $192,2 млрд У 2002 році Порт Хьюстона був шостим серед морських портів у світі за загальним обсягом вантажів. Air Cargo World визнав Міжнародний аеропорт Даллас/Форт-Уерт «найкращим аеропортом вантажних авіаперевезень в світі». Хьюстонський судноплавний канал є найбільшим в США для міжнародної торгівлі.

## Податки
За даними Податкового фонду податковий тягар техасців є одним з найнижчих в країні, Техас займає сьоме місце, в середньому місцевий податок і податок штату становлять близько $3580 на душу населення, або 8,7 % доходів резидента. При цьому Техас є одним з усього лише 7 штатів, в яких не стягується подохідний податок штату (ще у двох штатах податок стягується тільки з дивідендів і процентів за вкладами). Більше того, закони Штату забороняють містам і областям штату вводити свій прибутковий податок. Бізнес, крім індивідуальних на підприємців і партнерств обкладається податком з валового прибутку.
За податковим бізнес-кліматом Техас займає 8-е місце в країні. В цілому, штат є «податковим донором», у 2005 році техасці отримали назад близько $0,94 за кожен долар зібраний як федеральний податок на доходи фізичних осіб.

## Робота
Техас є штатом із законодавчо закріпленим правом на працю, слабкими профспілками і дешевою робочою силою. Переважаючий розмір заробітної плати будівельників складає $10 на годину, причому роботодавець не зобов'язаний надавати компенсацію робітникам при травмах на виробництві. На різних роботах в Техасі трудяться сотні тисяч нелегальних іммігрантів з Латинської Америки. Техас є одним з лідерів по кількості виробничих травм. Лобісти з будівельної галузі активно працюють, контролюючими законодавство Техасу, щоб обмежити права трудящих. Наприклад, багато будівельники трактуються як незалежні підрядники та не отримують жодних пільг або оплати понаднормової роботи.

## Галузі промисловості

### Сільське господарство

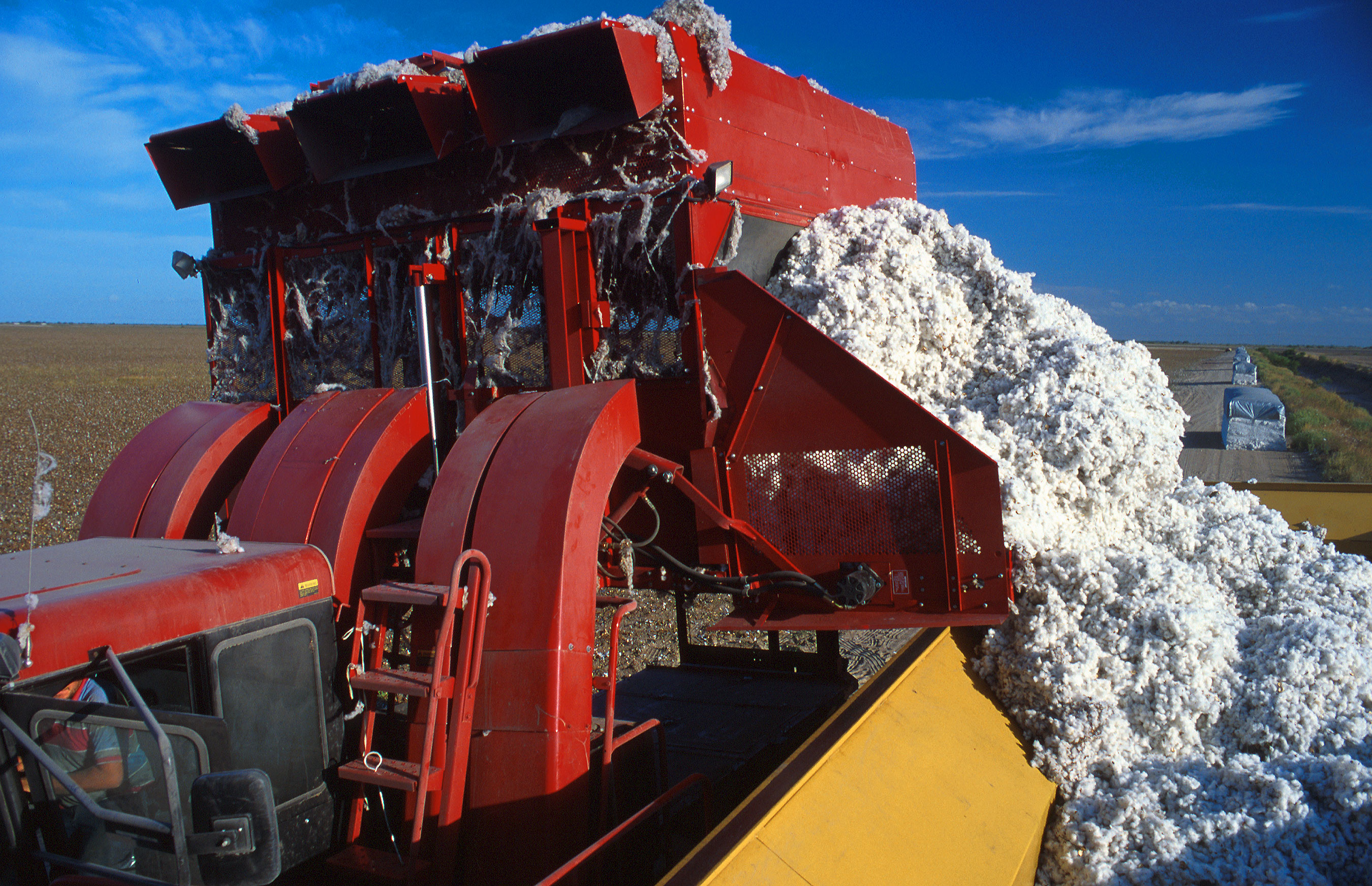
Розвантаження зібраної бавовни в модулезбирач в Техасі. На задньому плані можна побачити зібрані бавовняні модулі

Техас є продуктивним сільськогосподарським штатом з найбільшим числом ферм у США як за кількістю і за площею. Техас є лідером за кількістю великої рогатої худоби, зазвичай перевищує 16 млн голів. Ранчо La Escalera, на відстані приблизно 20 миль (32 км) від міста Форт-Стоктон і займає 320 000 акрів (1 300 км2) є одним з найбільших скотарських ранчо на південно-заході США.

### Аерокосмічна галузь

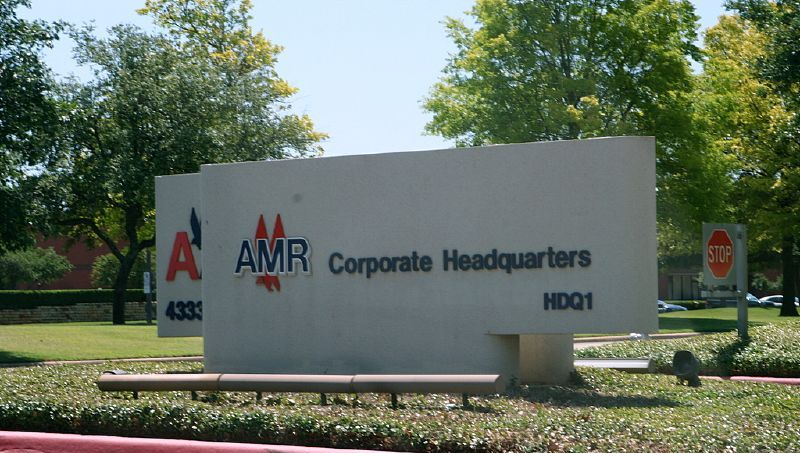
Головні офіси компаній American Airlines і AMR Corporation у місті Форт-Ворт

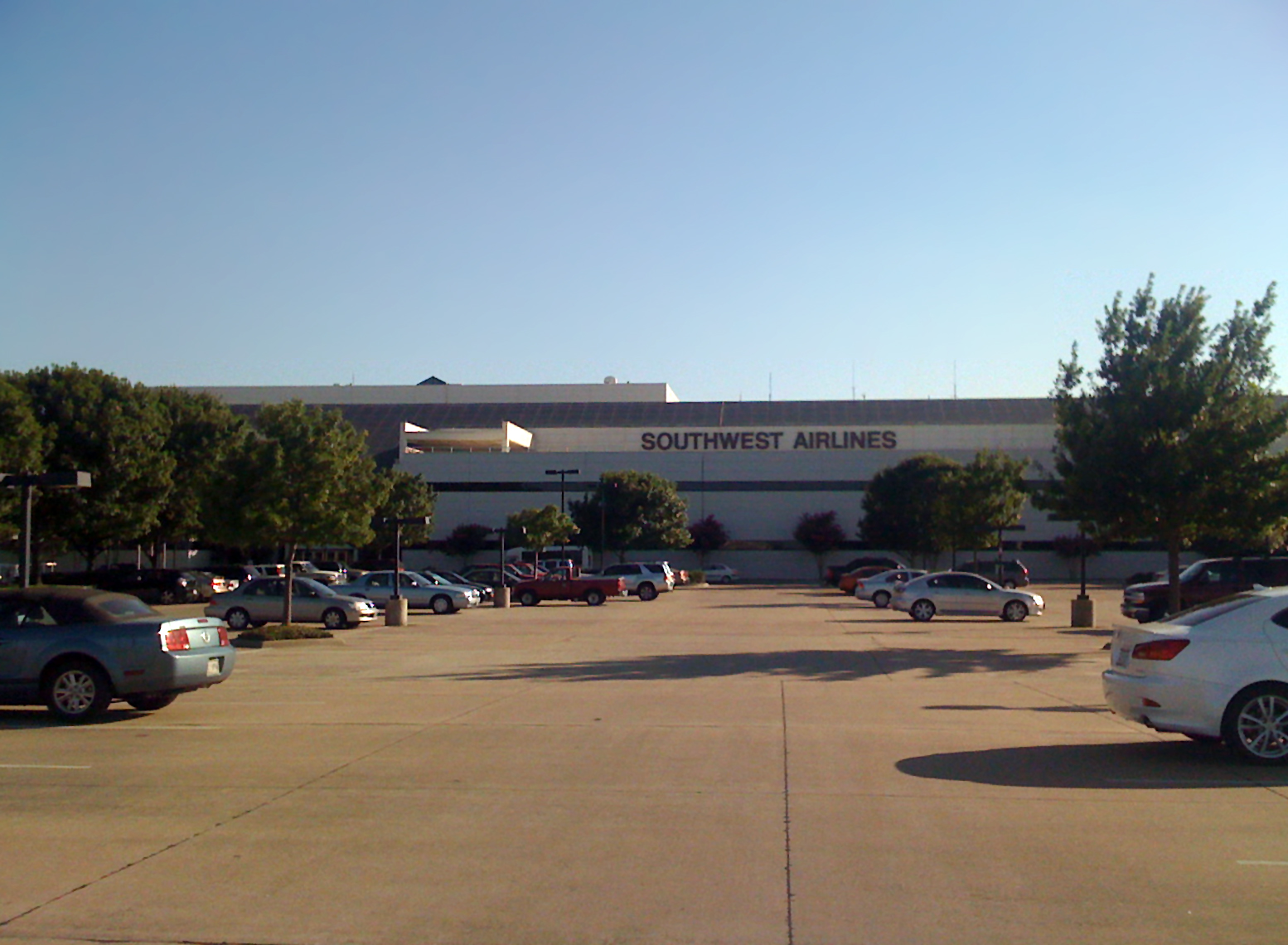
Штаб-квартира компанії Southwest Airlines в Далласі

У Х'юстоні знаходиться космічний центр імені Ліндона Джонсона. Це провідний центр НАСА по розробці пілотованих космічних кораблів, навчання астронавтів і підготовці пілотованих космічних польотів, центр управління та контролю за космічними польотами. Також в Х'юстоні знаходиться штаб-квартира Національного інституту космічних біомедичних досліджень.
Штаб-квартира другий за величиною авіакомпанії США, American Airlines, знаходиться в місті Форт-Ворт, в той час як найбільша авіакомпанія Southwest Airlines, базується в Далласі.

### Оборонне виробництво
Військово-промисловий комплекс є другим за величиною сектором економіки Техасу, поступаючись лише нафтовій і газовій промисловості.
ВПС США має в своєму розпорядженні кілька баз в штаті — Шеппард (в Уічіто-Фоллс), Дайс (Abilene), Гудфеллоу (Сан-Анжело), Лафлин (Дель-Ріо), Лекленд і Рендольф (Сан-Антоніо), а також аеропорт Еллінгтон (Х'юстон).
У розпорядженні ВМС США знаходяться станция авиации резерва Форт-Уэрт (колишня авіабаза Карсуэлл), а також станція авіації Корпус-Крісті і станція авиації Кінгсвілл.

### Комп'ютерні технології

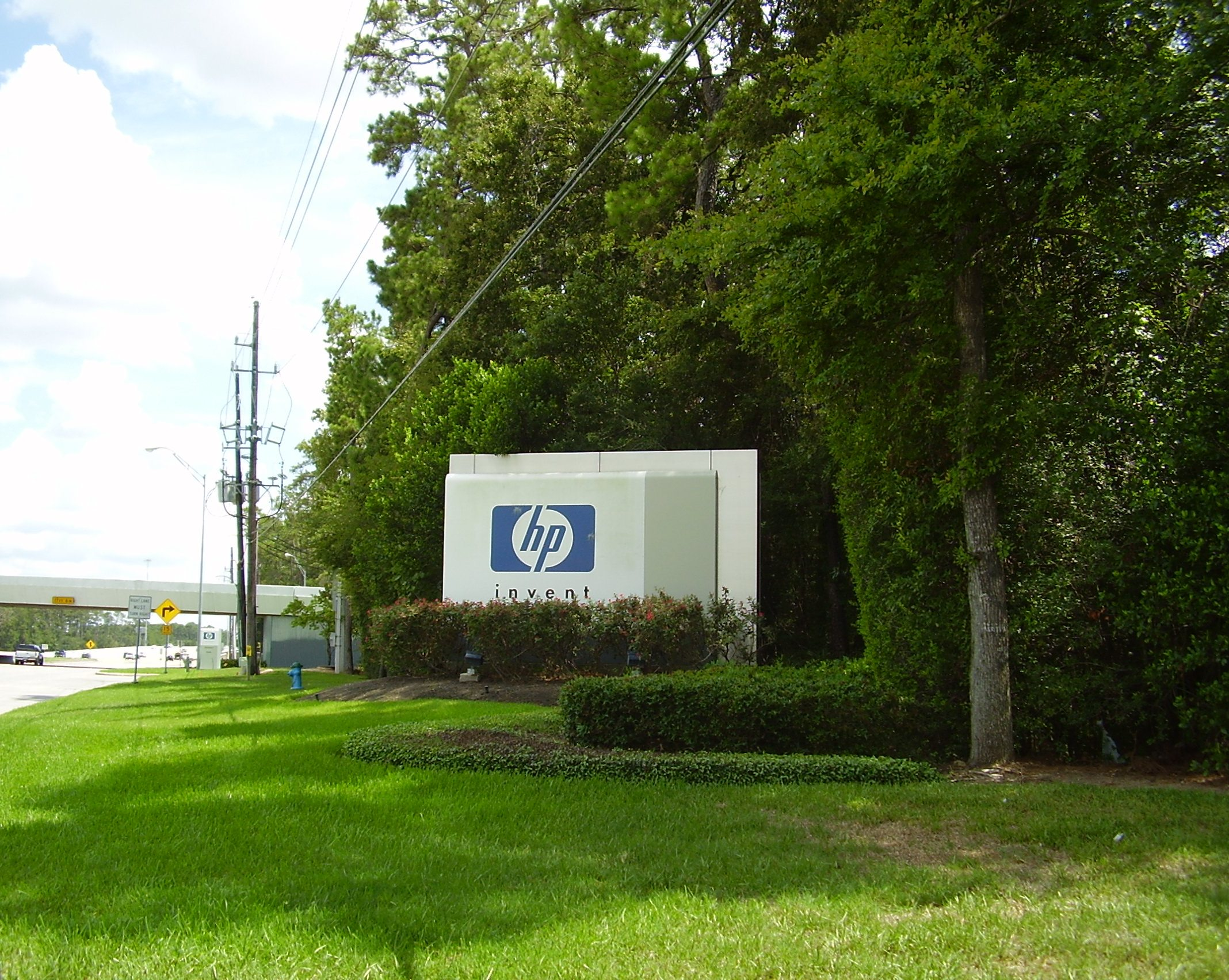
Офіси Hewlett-Packard в передмісті Х'юстона, колишня штаб-квартира компанії Compaq

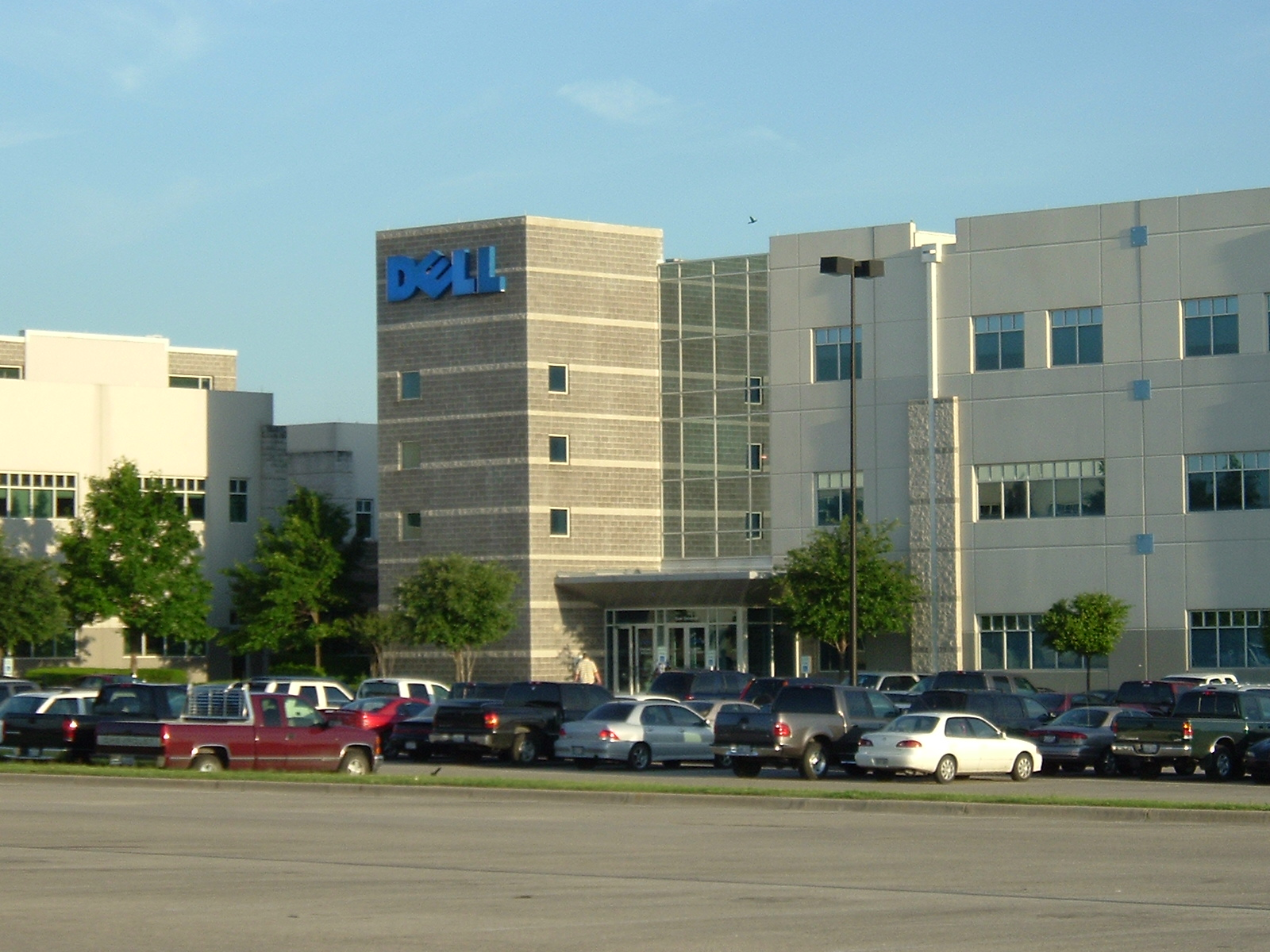
Штаб-квартира Dell в Раунд-Рок

Техас є одним з основних центрів розвитку комп'ютерних компонентів і систем, а також програмного забезпечення в США. Остін, Даллас і Х'юстон є основними центрами цієї промисловості в Техасі. Район Остіна часто називають «Кремнієві пагорби» через концентрацію виробників напівпровідників, включаючи Intel, Silicon Laboratories і AMD. Штаб-квартира Dell розташована в передмісті Остіна, у місті Раунд-Рок, також в районі Остіна є офіси Google, Facebook, EA Games, ARM, Samsung і Apple. В Остіні базується Техаський передовий обчислювальний центр, розташований в Техаському університеті. Даллас є батьківщиною інтегральних схем, а за деякими визначеннями і батьківщиною мікропроцесора. Північний Даллас іноді називають «Телеком коридор» або «Кремнієві прерії» через високу концентрацію  компаній, що представляють області інформаційних технологій, таких як Texas Instruments, Perot Systems і EDS, а також телекомунікаційний гігант AT&T. У Сан-Антоніо знаходиться гігант хмарних обчислень Rackspace, а також Datapoint. В окрузі Харріс розташовувалася одна з найбільших комп'ютерних компаній в світі Compaq. Після поглинання Compaq компанією Hewlett-Packard, в районі Х'юстона знаходиться більше співробітників Hewlett-Packard, ніж де-небудь ще в світі.

### Енергетична промисловість

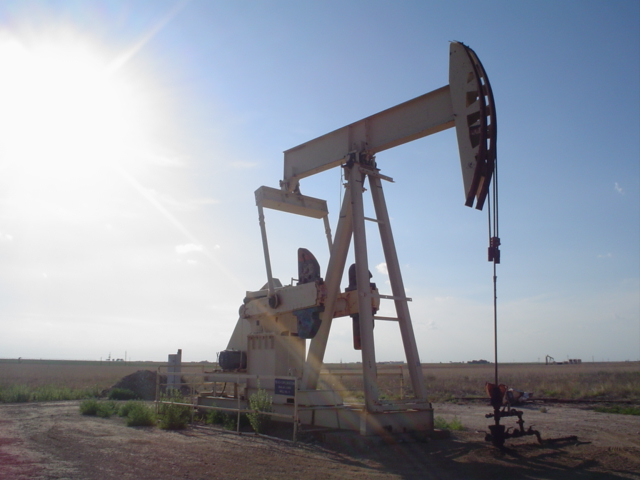
Нафтова свердловина.

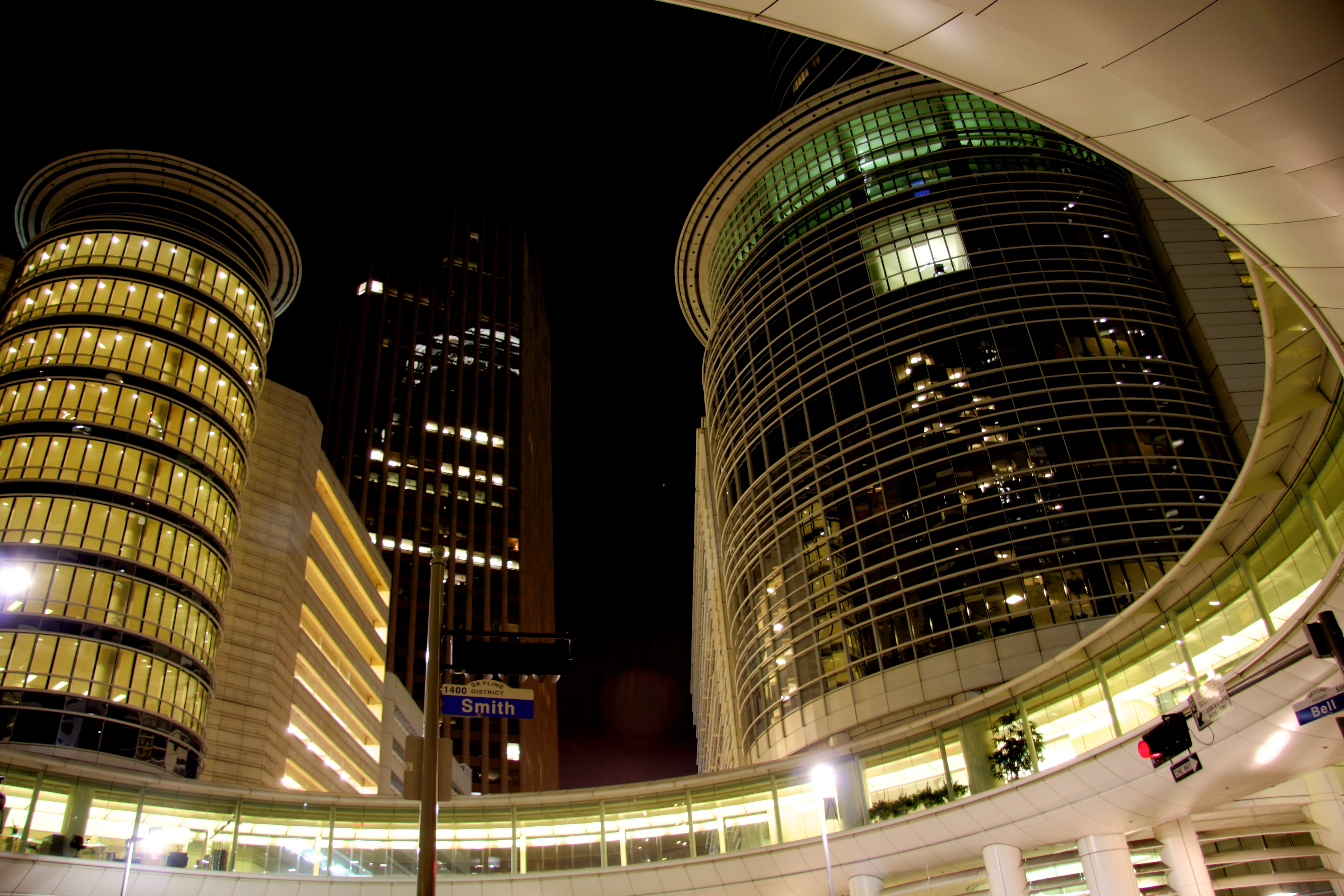
Комплекс Enron, колишня штаб-квартира компанії Enron, більшу частину якого тепер орендує компанія Chevron.

Техасці споживають найбільше енергії в країні як на душу населення, так і в цілому. З 2002 року штат Техас є практично нерегульованим ринком електроенергії (проте райони, де електрика забезпечується муніципалітетами або фірмами не завжди підлягають дерегуляції).
За оцінками, запаси нафти у Техасі становлять приблизно 8 мільярдів барелів (1,3×109 м3), що становить близько однієї третини від усіх запасів США. У Техасі близько 4,6 мільярда барелів (730 000 000 м3) розробляється сирої нафти. У міру того, як свердловини виснажуються у східній частині штату, буріння розширюється на захід.
У Техасі розташовуються штаб-квартири деяких великих нафтових компаній, у тому числі ConocoPhillips, Marathon Oil (Х'юстон), ExxonMobil (Irving), Tesoro і Valero (Сан-Антоніо).
У Техасі також знаходиться ряд найбільших компаній, що надають сервісні послуги в нафто — і газодобувній галузі, включаючи Halliburton, Schlumberger і Dresser. У штаті розташовується ряд операторів трубопроводів, El Paso і Dynegy, а також диверсифіковані енергетичні фірми, такі як Energy Future Holdings і NRG Energy. Штат лідирує по виробництву енергії для внутрішніх потреб США.
Недавній бум у виробництві енергії в Техасі залишив штат без засобів для підтримки своєї поточної дорожньої мережі і в результаті штату довелося почати перетворення доріг з твердим покриттям в гравійні.

### Туризм

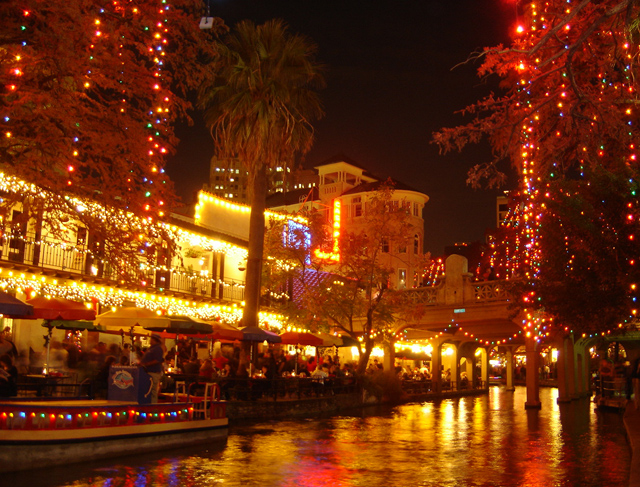
Набережна Сан-Антоніо

У Техасі розвинена індустрія туризму. Туристичний слоган Техасу «Техас — це зовсім інша країна». Туристи можуть насолоджуватися іспанською культурою в Сан-Антоніо і Ель-Пасо або західними пам'ятками в Форт-Уерт. Галвестон, Корпус-Крісті і острів Падре є популярними курортними районами Техасу розташованими в Мексиканській затоці. Професійний і студентський спорт широко розвинений в Далласі, Х'юстоні і інших великих містах.

### Індустрія розваг
Техас є одним з головних виробників кіно. Остін є одним із провідних місць кіновиробництва в країні. Вуличні сцени популярної мильної опери Даллас були зняті на ранчо Southfork, неподалік від Плейно. З 1995 по 2004 р. на кіно — і телевізійну продукцію було витрачено більше $ 2,75 млрд
Для потреб режисерів була створена Комісія фильмографії Техасу, що надає різні послуги від пошуку місць для зйомки до допомоги в подорожах. Крім того, багато голлівудські студії перемістили частини своїх виробничих підрозділів у передмістя Остіна і Далласа.

### Охорона здоров'я
Охорона здоров'я є галуззю в штаті Техас, яка розвивається. Мед центр розташований на південно-заході Х'юстона, є найбільшим медичним центром у світі. В комплексі знаходиться медичний науковий центр Техаського університету, в якому навчаються студенти-медики і місцеві жителі, а також знаходиться онкологічний центр. М. Д. Андерсона, який є провідним закладом у вивченні та лікуванні ракових захворювань. Також у комплексі знаходиться приватний мед коледж Бейлор.